# Willi Marckwald
Willy Marckwald (5 décembre 1864, Jakobskirch, Royaume de Prusse - 1942, Rolândia, Brésil) est un chimiste allemand. 

## Biographie
Willy Marckwald étudie à l'Université Frédéric-Guillaume de Berlinet a obtenu son doctorat au Premier Institut de chimie (I. Chemischen Institut) en 1886 sous la direction d'A. W. Hofmann en chimie organique  « Beitrag zur Kenntniss der Thialdehyde und Thialdine » (« contribution à la connaissance des thioaldéhydes et thialdines »
Il obtient très rapidement son habilitation en 1889, à la suite de ses travaux sur les furanes auprès de Hofmann. En 1899, il est nommé chef de département du Deuxième Institut de chimie (II. Chemischen Instituts). Il conserve cette position de Privatdozent jusqu'à sa retraite en 1930. Marié à une femme juive, il émigre au Brésil en 1936, où il mourra en 1942.

## Travaux

### Chimie organique
Après avoir obtenu son doctorat et son habilitation, il développe un large intérêt pour tous les domaines de la chimie. Il travaille notamment dans la chimie des hétérocycle où il développe un mode de synthèse des aziridines à partir d'amines β-halogénées. Cette méthode est connue sous le nom de réaction de Gabriel-Marckwald, et permet de produire des amines cycliques, avec un cycle de trois à sept atomes,,,. Il vend autant que faire se peut les résultats de ces travaux à l'industrie. Il produit aussi des monographies d'intérêt général.
En 1892, son directeur de thèse A. W. Hofmann meurt de façon soudaine et inattendue. Marckwald ne s'adapte pas à l'environnement créé par son prestigieux successeur à la tête du Premier Institut de chimie, Emil Fischer, il le quitte donc en 1899 pour le Deuxième Institut de chimie. là, Marckwald développe plusieurs stratégies de séparation d'énantiomères dans un racémique, ainsi que des méthodes de synthèse énantiosélective :

Synthèse asymétrique

- l'optiquement actif menthol formé à partir des deux énantiomères de l'acide mandélique, à des vitesses différentes (1899, Kinetische Trennung)[15] ;
- méthode de séparation d'énantiomères par cristallisation de leurs dérivés (1900, Derivatisierungen)[16] ;
- en présence d'un catalyseur chiral (la brucine), décarboxylation de l'acide éthylméthylmalonique achiral, dans un mélange optiquement actif d'acide 2-méthylvalerique (1904, Asymmetrische Katalyse)[17].

À cette époque, la chimie des composés optiquement actifs est principalement dominée par Fischer et Pasteur.

### Chimie nucléaire
Il a notamment travaillé sur les produits du radium. Il a postulé que le polonium était du « radio-tellure », ce qui a été réfuté par la suite par Pierre et Marie Curie.